# Інман (Південна Кароліна)
Інман (англ. Inman) — місто (англ. city) в США, в окрузі Спартанберг штату Південна Кароліна. Населення — 2990 осіб (2020).

## Географія
Інман розташований за координатами 35°2′52″ пн. ш. 82°5′33″ зх. д. / 35.04778° пн. ш. 82.09250° зх. д. (35.047786, -82.092496).  За даними Бюро перепису населення США в 2010 році місто мало площу 3,73 км², з яких 3,72 км² — суходіл та 0,01 км² — водойми.

## Демографія
Згідно з переписом 2010 року, у місті мешкала 2321 особа в 989 домогосподарствах у складі 578 родин. Густота населення становила 622 особи/км².  Було 1134 помешкання (304/км²).
Расовий склад населення:
| - 68,9 % — білих - 24,4 % — чорних або афроамериканців - 2,7 % — азіатів - 0,1 % — корінних американців - 1,7 % — осіб інших рас |

До двох чи більше рас належало 2,2 %. Частка іспаномовних становила 3,3 % від усіх жителів.
За віковим діапазоном населення розподілялося таким чином: 23,6 % — особи молодші 18 років, 56,6 % — особи у віці 18—64 років, 19,8 % — особи у віці 65 років та старші. Медіана віку мешканця становила 39,2 року. На 100 осіб жіночої статі у місті припадало 80,5 чоловіків;  на 100 жінок у віці від 18 років та старших — 71,0 чоловіків також старших 18 років.
Середній дохід на одне домашнє господарство  становив 44 909 доларів США (медіана — 32 622), а середній дохід на одну сім'ю — 57 243 долари (медіана — 47 000). За межею бідності перебувало 22,6 % осіб, у тому числі 32,4 % дітей у віці до 18 років та 8,7 % осіб у віці 65 років та старших.
Цивільне працевлаштоване населення становило 770 осіб. Основні галузі зайнятості: освіта, охорона здоров'я та соціальна допомога — 17,0 %, роздрібна торгівля — 16,6 %, виробництво — 16,0 %.